# Постол Віктор Васильович
Віктор Васильович По́стол (нар. 16 січня 1984, Велика Димерка, Броварський район, Київська область, УРСР) — український професійний боксер. Колишній чемпіон світу в першій напівсередній вазі за версією WBC (2015—2016).

## Біографія
Займався боксом у рідному селищі Велика Димерка з 1996 року. Перший тренер — Міхеєв Іван Леонідович. За три роки занять Віктор Постол став чемпіоном України. По тому вступив до Броварського вищого училища фізичної культури, де його тренером став Заслужений тренер України Поліщук Олександр Іванович, який підготував чотирьох чемпіонів світу.
З 2007 року перейшов у професійний бокс. Протягом професіональної кар'єри тренувався у Броварах у місцевих тренерів.
Менеджер Віктора Постола — Вадим Корнілов.
Дружина — Ольга Постол.

## Професіональна кар'єра
У 2007 році Віктор Постол підписав контракт із промоутерською компанією Elite Boxing Promotion і 1 грудня 2007 року провів перший бій у профікар'єрі.
18 грудня 2011 року Віктор переміг непоступливого росіянина Карена Тевосяна у першому в кар'єрі титульному поєдинку і виборов звання інтернаціонального «срібного» чемпіона за версією WBC у першій напівсередній вазі.
21 березня 2013 року Постол отримав перемогу одноголосним рішенням суддів над американцем Хенрі Ланді і завоював титул інтернаціонального чемпіона WBC (до 63,5 кг).
Перемога Постола 3 жовтня 2013 року над колумбійцем Ігнасіо Мендосой наблизила його до участі у відбірковому бою за звання офіційного претендента на титул чемпіона світу за версією WBC. Поєдинок за звання офіційного претендента між Віктором Постолом і турецьким боксером Сельджуком Айдином відбувся 17 травня 2014 року в Інглвуді (США) в рамках боксерського шоу, головною подією якого був бій Хуан Мануель Маркес — Майк Альварадо. Постол готувався до цього бою в Лос-Анджелесі в залі Фредді Роуча. В бою Постол у стилі активного джеббера перемагав Айдина, але, здавалося, Віктору не вистачає ударної сили. І все ж у середині 11 раунду Постол зрубав знесиленного Сельджука правим аперкотом, завоював право битися за звання чемпіона за версією WBC у першій напівсередній вазі і потрапив в топ нокаутів 2014 року.

### Бій з Лукасом Матіссе
Чемпіоном WBC у першій напівсередній вазі на той час був Денні Гарсія, який утримував ще й титул чемпіона WBA. Йому було вже складно вкладатися в ліміт першої напівсередньої ваги. У вересні 2014 року Денні Гарсія уклав угоду з Віктором Постолом, згідно з якою Гарсія мав провести іще один бій, а Постол брав участь у його шоу і отримував компенсацію за згоду почекати на чемпіонський бій. 11 березня 2015 року Гарсія перебоксував Ламонта Пітерсона, а Постол в цей же день виграв розминочний бій у Джейка Ґьюрісео. Після цього мав відбутися бій між Гарсією і Постолом. У червні 2015 року Гарсія вирішив відмовитися від титулу чемпіона світу за версією WBC у першій напівсередній вазі, а титул рішенням організації мали розіграти офіційний претендент Віктор Постол і аргентинець Лукас Матіссе.
Поєдинок за титул чемпіона WBC між українським «класиком» і аргентинським «панчером» відбувся 3 жовтня 2015 року у Карсоні (Каліфорнія). До початку бою більшість аналітиків, враховуючи те, що показував по ходу кар'єри Постол і що — його грізний візаві Лукас La Maguina (Машина) Матіссе, віддавала перевагу супернику Постола і вважала, що український боксер буде розбитий ще в першій половині бою. Сам Матіссе разом з промоутером Маріо Арано будували плани, заглядаючи за спину українцеві. Віктор зумів здивувати всіх, тому що ніхто взагалі не чекав його перемоги нокаутом. Перші 6 раундів пройшли у рівній боротьбі, але починаючи з 7 ініціативою заволодів Постол. Бій закінчився у 10 раунді, коли Постол піймав Матіссе ударом правої назустріч, яким відправив у нокаут. Матіссе всівся на настил рингу і не став підніматися до закінчення відліку рефері. Фредді Роуч, що готував Постола до бою, сказав, що успіх киянина — це одна із найбільших перемог у його тренерській кар'єрі.

### Бій з Теренсом Кроуфордом
23 липня 2016 року відбувся об'єднавчий бій у першій напівсередній вазі між двома непереможними чемпіонами світу: за версією WBC українцем Віктором Постолом (28-0, 12 КО) і за версією WBO американцем Теренсом Кроуфордом (28-0, 20 КО). Бій закінчився розгромною поразкою Постола — двічі 118—107 і 117—108. У п'ятому раунді Постол двічі побував у нокдауні, а у 11 з нього було знято штрафний бал за удар по потилиці супротивника. Кроуфорд став об'єднаним чемпіоном WBC/WBO.
Після поразки від Теренса Кроуфорда Віктор Постол не боксував більше року. Повернення відбулося 16 вересня 2017 року у Києві в 10-раундовому рейтинговому поєдинку проти непереможного узбецького боксера Джамшідбека Наджміддінова. Довга перерва у активній кар'єрі українця далася взнаки. Постол провів не найкращий свій бій, але судді, незважаючи на те, що у 5 раунді Віктор побував у важкому нокдауні, одноголосно віддали перемогу Постолу.

### Бій з Джошем Тейлором
Наступний бій Постол мав провести 9 березня 2018 року проти американця Реджиса Прогрейса за титул тимчасового чемпіона WBC, але поєдинок не відбувся через те, що Постол зламав палець руки.
23 червня 2018 року в Глазго, Шотландія Віктор Постол в поєдинку за титул WBC Silver поступився непереможному британському боксеру Джошу Тейлору одноголосним рішенням суддів — 117—110, 118—110 і 119—108. Наприкінці десятого раунду Постол побував у нокдауні. Переможець цього бою став обов'язковим претендентом на титул WBC у першій напівсередній вазі.
Наступний бій Постол провів знову у Глазго 3 жовтня 2018 року проти представника Туреччини Сіара Озгула. 10-раундовий рейтинговий поєдинок завершився перемогою Віктора. Підрахунок вів тільки рефері — 99-91. Бій мав статус поєдинку «запасних» гравців Всесвітньої боксерської суперсерії — 2.

### Бій з Мохамедом Мімуном
27 квітня 2019 року у Лас-Вегасі, США відбувся бій за титул чемпіона IBO і за звання офіційного претендента на титул WBC між українцем Віктором Постолом і французьким боксером Мохамедом Мімуном, який завершився впевненою перемогою Постола одноголосним рішенням суддів. Невидовищний бій відбувався в рамках боксерського вечора Premier Boxing Champions від Ела Хеймона. Для Постола і Мімуна поєдинок став дебютом на Showtime.

### Бій з Хосе Раміресом
У серпні 2019 року Всесвітня боксерська рада зобов'язала чемпіона WBC і WBO Хосе Раміреса почати перемовини з Віктором Постолом, обов'язковим претендентом на титул чемпіона світу WBC. Суперники досягли угоди про проведення бою 30 листопада 2019 року в Лос-Анжелесі, але він не відбувся через травму Раміреса. Новою датою бою стало 1 лютого 2020 року. Місцем проведення був обраний Китай, арена Хайкоу, острів Хайнань. Однак через коронавірус, що спалахнув у Китаї, поєдинок був скасований. Промоутерська організація Top Rank оголосила, що перенесений поєдинок Хосе Раміреса і Віктора Постола відбудеться 9 травня у Фресно, Каліфорнія. Однак у зв'язку з пандемією коронавірусу бій Раміреса з Постолом був перенесений вдруге. Після трьох місяців вимушеного змагального простою поєдинок пройшов в конференц-центрі MGM Grand Ballroom у Лас-Вегасі 29 серпня 2020 року. Бій, що пройшов без глядачів та представників ЗМІ з перемінним успіхом суперників, транслювався телеканалом ESPN і завершився перемогою чемпіона рішенням більшості — 114—114, 115—113 і 116—112. Постол видав конкурентний бій, але не зумів відібрати звання чемпіона.
За бій з Раміресом Постол заробив півмільйона доларів США, стільки ж, скільки за бій з Тейлором. Більше він отримав лише за бій з Теренсом Кроуфордом — 650 000 $.

### Таблиця боїв
| 32 Перемоги (12 нокаутом, 20 за рішенням суддів), 5 Поразки (2 нокаутом, 3 за рішенням суддів) |        |                         |         |                |        |         |      |                   |                                                               |                                                                                                 |
| Результат                                                                                      | Рекорд | Суперник                | П-П-Н   | Останні 6 боїв | Спосіб | Раунд   | Час  | Дата              | Місце проведення                                              | Примітки                                                                                        |
| Перемога                                                                                       | 32-5   |                         |         |                |        |         |      |                   |                                                               |                                                                                                 |
| Поразка                                                                                        | 31-5   | Елвін Родрігес          | 14-1-1  |                | TKO    | 7 (10)  | —    | 15 липня 2023     | Cosmopolitan of Las Vegas, Лас-Вегас, Невада                  |                                                                                                 |
| Поразка                                                                                        | 31-4   | Гері Антуан Расселл     | 14-0-0  |                | TKO    | 10 (10) | —    | 26 лютого 2022    | Cosmopolitan of Las Vegas, Лас-Вегас, Невада                  |                                                                                                 |
| Поразка                                                                                        | 31-3   | Хосе Рамірес            | 25-0-0  |                | MD     | 12 (12) | —    | 29 серпня 2020    | The Bubble, MGM Grand, Лас-Вегас, Невада                      | Бій за титули чемпіона в першій напівсередній вазі за версіями WBC і WBO.                       |
| Перемога                                                                                       | 31-2   | Мохамед Мімун           | 21-2-0  |                | UD     | 10 (10) | —    | 27 квітня 2019    | Cosmopolitan of Las Vegas, Лас-Вегас, Невада                  |                                                                                                 |
| Перемога                                                                                       | 30-2   | Сіар Озгул              | 14-1-0  |                | PTS    | 10 (10) | —    | 3 листопада 2018  | «SSE Hydro», Глазго, Шотландія                                |                                                                                                 |
| Поразка                                                                                        | 29-2   | Джош Тейлор             | 13-0-0  |                | UD     | 12 (12) | —    | 23 червня 2018    | «SSE Hydro», Глазго, Шотландія                                | Бій за титул WBC Silver в першій напівсередній вазі.                                            |
| Перемога                                                                                       | 29-1   | Джамшідбек Наджміддінов | 14-0-0  |                | UD     | 10 (10) | —    | 16 вересня 2017   | , Київ, Україна                                               |                                                                                                 |
| Поразка                                                                                        | 28-1   | Теренс Кроуфорд         | 28-0-0  |                | UD     | 12 (12) | —    | 23 липня 2016     | «MGM Grand», Лас-Вегас, Невада                                | Об'єднувальний бій за титули чемпіона світу в першій напівсередній вазі за версіями WBC та WBO. |
| Перемога                                                                                       | 28-0   | Лукас Матіссе           | 37-3-0  |                | KO     | 10 (12) | 2:58 | 3 жовтня 2015     | «StubHub Center», Карсон, Каліфорнія                          | Бій за вакантний титул чемпіона світу у першій напівсередній вазі за версією WBC.               |
| Перемога                                                                                       | 27-0   | Jake Giuriceo           | 17-2-1  |                | UD     | 8 (8)   | —    | 11 квітня 2015    | «Barclays Center», Бруклін, Нью-Йорк                          |                                                                                                 |
| Перемога                                                                                       | 26-0   | Сельчук Айдин           | 26-2-0  |                | KO     | 11 (12) | 2:52 | 17 травня 2014    | «Forum», Інґлвуд, Каліфорнія                                  |                                                                                                 |
| Перемога                                                                                       | 25-0   | Behzod Nabiev           | 22-6-1  |                | UD     | 10 (10) | —    | 26 грудня 2013    | Клуб «Sportlife», Київ                                        |                                                                                                 |
| Перемога                                                                                       | 24-0   | Ignacio Mendoza         | 38-7-2  |                | UD     | 12 (12) | —    | 3 жовтня 2013     | Клуб «Sportlife», Київ                                        |                                                                                                 |
| Перемога                                                                                       | 23-0   | Bahrom Payozov          | 21-2-0  |                | UD     | 8 (8)   | —    | 29 травня 2013    | Клуб «Sportlife», Київ                                        |                                                                                                 |
| Перемога                                                                                       | 22-0   | Henry Lundy             | 22-2-1  |                | UD     | 12 (12) | —    | 21 березня 2013   | Клуб «Sportlife», Київ                                        |                                                                                                 |
| Перемога                                                                                       | 21-0   | Henry Auraad            | 14-5-1  |                | KO     | 1 (8)   | 2:39 | 22 грудня 2012    | «Hollywood Park Casino», Інґлвуд, Каліфорнія                  |                                                                                                 |
| Перемога                                                                                       | 20-0   | DeMarcus Corley         | 39-19-1 |                | UD     | 12 (12) | —    | 27 жовтня 2012    | Клуб «Sportlife», Київ                                        |                                                                                                 |
| Перемога                                                                                       | 19-0   | Іван Менді              | 25-2-1  |                | UD     | 12 (12) | —    | 27 червня 2012    | Клуб «Sportlife», Київ                                        |                                                                                                 |
| Перемога                                                                                       | 18-0   | Jose Lopez              | 15-1-1  |                | UD     | 10 (10) | —    | 27 квітня 2012    | Клуб «Sportlife», Київ                                        |                                                                                                 |
| Перемога                                                                                       | 17-0   | Артем Айвазіді          | 10-2-0  |                | RTD    | 5 (8)   | 3:00 | 26 лютого 2012    | Клуб «Sportlife», Київ                                        |                                                                                                 |
| Перемога                                                                                       | 16-0   | Карен Тевосян           | 19-3-3  |                | UD     | 12 (12) | —    | 18 грудня 2011    | Палац спорту «Юність», Запоріжжя                              |                                                                                                 |
| Перемога                                                                                       | 15-0   | Felix Lora              | 13-7-5  |                | UD     | 10 (10) | —    | 3 жовтня 2011     | Спортивний комплекс «Freestyle», Київ                         |                                                                                                 |
| Перемога                                                                                       | 14-0   | Tarik Madni             | 14-1-0  |                | UD     | 10 (10) | —    | 11 червня 2011    | Клуб «Sportlife», Київ                                        |                                                                                                 |
| Перемога                                                                                       | 13-0   | Сем Рукундо             | 15-3-1  |                | MD     | 10 (10) | —    | 13 березня 2011   | Палац спорту, Тбілісі                                         |                                                                                                 |
| Перемога                                                                                       | 12-0   | Jahongir Abdullaev      | 18-4-0  |                | TKO    | 4 (10)  | —    | 19 листопада 2010 | Спортивний комплекс «Freestyle», Київ                         |                                                                                                 |
| Перемога                                                                                       | 11-0   | Jay Morris              | 12-15-1 |                | UD     | 10 (10) | —    | 28 серпня 2010    | Майдан Незалежності, Київ                                     |                                                                                                 |
| Перемога                                                                                       | 10-0   | Mamasoli Kimsanboev     | 11-3-0  |                | UD     | 8 (8)   | —    | 21 травня 2010    | Спортивний комплекс «Freestyle», Київ                         |                                                                                                 |
| Перемога                                                                                       | 9-0    | Hujabek Mamatov         | 1-0-0   |                | RTD    | 2 (6)   | 3:00 | 13 березня 2010   | «Podmoskovye Hall», Подольськ, Московська область             |                                                                                                 |
| Перемога                                                                                       | 8-0    | Laszlo Komjathi         | 35-27-2 |                | KO     | 7 (8)   | 1:56 | 6 лютого 2010     | Спортивний комплекс «Freestyle», Київ                         |                                                                                                 |
| Перемога                                                                                       | 7-0    | Vitaly Olkhovik         | 4-8-2   |                | KO     | 6 (8)   | 0:20 | 28 листопада 2009 | «Elite Boxing Gym», Київ                                      |                                                                                                 |
| Перемога                                                                                       | 6-0    | Araik Sachbazjan        | 12-7-0  |                | UD     | 6 (6)   | —    | 18 вересня 2009   | «Gran Casino», Кастельйон-де-ла-Плана, Валенсія               |                                                                                                 |
| Перемога                                                                                       | 5-0    | Дмитро Богачук          | 0-4-1   |                | RTD    | 4 (6)   | 3:00 | 15 серпня 2009    | Борщагівка, Київ                                              |                                                                                                 |
| Перемога                                                                                       | 4-0    | Руслан Павленко         | 0-7-0   |                | TKO    | 1 (6)   | —    | 13 червня 2009    | Борщагівка, Київ                                              |                                                                                                 |
| Перемога                                                                                       | 3-0    | Денис Тупіленко         | 2-5-0   |                | TKO    | 3 (4)   | —    | 25 квітня 2009    | Борщагівка, Київ                                              |                                                                                                 |
| Перемога                                                                                       | 2-0    | Sreten Miletic          | дебют   |                | UD     | 4 (4)   | —    | 29 березня 2008   | «Дворана Пецара», Широкі Брієг, Західногерцеговинський кантон |                                                                                                 |
| Перемога                                                                                       | 1-0    | Zsolt Vicze             | 0-1-0   |                | TKO    | 2 (4)   | —    | 1 грудня 2007     | Брчко, Округ Брчко                                            |                                                                                                 |

## Спортивні досягнення

### Професійні міжнародні
- 2015 —2016  Чемпіон світу за версією WBC у першій напівсередній вазі (до 63,5 кг)

## Нагороди
6 жовтня 2015 року отримав відзнаку «Почесний громадянин Броварського району».